# 葛西蘭
葛西 蘭（かさい らん、1997年5月24日 - ）は、神奈川県相模原市出身の女性タレント。
公式ニックネームは「らん姉」。女性アイドルグループ「向日葵プリンセス」の元メンバー。元スペースクラフト・キャンパスクイーン、ライブプロ東京オフィス所属。

## 略歴
相模原市生まれだが、3歳から17歳まで厚木市で育つ。横浜隼人高等学校国際語科卒業。高校時代は男子テニス部のマネージャーを務める。
東海大学文学部英語文化コミュニケーション学科在学中の2017年、英語スピーチコンテスト受賞（東海大学新聞賞）
。さらに学内（第51回ミス東海大学）のコンテストでグランプリとなり、また全国大会（モデコンフェス2019）のミス・コンテストで受賞したことで、スペースクラフトに所属して芸能活動を始める。
同大学を卒業後、ライブプロ東京オフィスに移籍し、GUN'g'♡BUBBLE（2019年7月-12月）、TokyoStory（2020年1月-2月）で活動。
2020年8月からは向日葵プリンセス第1期生として、2023年9月30日まで活動する。
2024年10月、YouTubeチャンネル｢プロ草野球チーム ベーチャン！THE BASEBALL CHAMP｣のマネージャーに就任。

## 人物
- 日本人（北海道出身）の父とフィリピン人の母とハーフ[8]。
- 高校の1年先輩である宗佑磨がプロ野球で活躍していることを知り、所属しているオリックス・バファローズのファンになる。
- プロ野球初観戦は2022年5月21日楽天生命パークで行われた東北楽天ゴールデンイーグルス対オリックス・バファローズ第8回戦。
- アイドル時代の メンバーカラーは、GUN'g'♡BUBBLEは白、TokyoStoryは緑。向日葵プリンセスではメンバーカラーはなし（所属のタレントチームはメンバーカラーなし）。

## 出演

### YouTube
- オリ姫らん姉のオリ部屋 [9]（2022年-）
- プロ草野球チーム ベーチャン！ THE BASEBALL CHAMP（2024年10月-）

### ラジオ・インターネットラジオ
- ホンマルラジオ「きゃりあんナイト」第30回[10] ゲスト （2021年10月5日）
- ラジオ大阪「暴走列伝 単車の虎」[11]パーソナリティー（2022年4月-2024年3月）
- FMルピナス「年中無休！？らん姉相談窓口」[12]パーソナリティー（2021年10月-2023年1月）
- FMルピナス「らん姉のウィークリーベースボール」[13]パーソナリティー（2023年1月-）
- Kyusyu Osaka FM HOPE「帰宅後ばすたいむ」パーソナリティー（2023年7月-）
- 東海ラジオ放送「 東海ラジオミッドナイトスペシャル・金シャチ劇場」内「スター発掘☆ライバーさんいらっしゃい！」MC （2020年10月-）
- 渋谷クロスFM「オリ姫らん姉は叫びたい～ここにだってファンはいる～」[14] パーソナリティ （2024年3月31日）
- レインボータウンエフエム放送 Emotional−Beat 姫ラジ 『オリックス勝手に応援ラジオ』[15]レギュラー （2024年5月-）

### テレビアニメ
- 九藏喵窩(じょうざんみゃおうお) 猫王国編（チバテレビ2020年）[16] - 藍喵 役

### PR・キャンペーン
- 掃海艇「えのしま(MSC-604)」 1日艇長 [17]（2019年10月5日-10月6日）
- GEMs project（ジェムズプロジェクト）（一般社団法人NELD主催）[18]（2021年）
- 社長メシ アンバサダー（2022年）
- THE RYOKAN TOKYO 湯河原 PRモデル（2023年）
- Bsオリ姫デー2024 応援モデル （2024年）